# POSIX
 (изговор: //, скраћеница од Portable Operating System Interface (досл. „Преносиво програмско окружење оперативног система“)) је заједничко име за породицу повезаних стандарда које дефинише Институт инжињера електротехнике и електронике (IEEE). Циљ стандарда је да дефинише облик и понашање програмског окружења (АПИ-ја) оперативног система, љуске и команди компатибилних са оперативним системом јуникс, иако се стандард може односити на било који оперативни систем. У почетку, име је означавало само стандард IEEE Std 1003.1-1988, из 1988. године. Формално име породице стандарда Посикса је IEEE 1003 а међународно име за ове стандарде је ИСО/ИЕЦ 9945. Сви стандарди ове породице стандарда су дио пројекта који је започет око 1985. године.
Раније познат под именом IEEE-IX, Посикс (POSIX) је добио име по приједлогу Ричарда Столмана по захтјеву Института инжињера електротехнике и електронике да се нађе име које се лако памти.

## Преглед
Посиксове дефиниције корисничког и програмског окружења оперативног система су записане у 17 одвојених докумената. Стандардизована командна линија и програмирање љуске је засновано на љусци Корн. Многи програми корисничког нивоа, сервиси и алатке, укључујући AWK, echo и ed су такође стандардизовани, скупа са сервисима програмског окружења попут интерфејса за улаз/излаз (И/О, енгл. Input/Output, I/O), понашањем терминала и мрежним интерфејсом. Посикс обухвата и стандардну библиотеку за нитно програмирање, које данас подржава већина популарних оперативних система.
Документација која описује Посикс стандарде је подијељена на три дијела:
- Стандард за језгро (енгл. POSIX Kernel API), који обухвата проширења за Посикс.1 (енгл. POSIX.1) и описује:
  - Сервисе за рад у реалном времену
  - Проширења за рад у реалном времену
  - Интерфејс за безбједност
  - Интерфејс за коришћење нити
  - Приступ датотечним системима преко мреже
  - Комуникацију процеса преко мреже
- Стандард за команде и алатке (енгл. POSIX Commands and Utilities), који описује проширења за преносивост, исправке и њихова проширења и алатке за контролу, сигурност и аутоматско одржавање система)
- Тестирање усклађености са Посикс стандардом

Пакет за провјеру усклађености са Посикс стандардом долази уз сам стандард. Назива се PCTS (од енгл. POSIX Conformance Test Suite).

## Оперативни системи усклађени са Посиксом
У зависности од ступња усклађености одређеног оперативног система са Посикс стандардом, он може бити у потпуности или дјелимично усклађен. Производи који су у потпуности усклађени и као такви потврђени од стране ИЕЕЕ се могу пронаћи на сајту те организације.